# Igor Sláma
Igor Sláma (* 8. května 1959 Brno) patřil na přelomu 70. a 80. let k našim nejúspěšnějších cyklistům.
Reprezentant bývalého Československa, v jehož dresu se stal v roce 1979 (Holandsko, Amsterdam) mistrem světa v bodovacím závodě, dále následující rok 1980, spolu s Martinem Pencem, Jiřím Pokorným a Teodorem Černým vybojoval bronzovou medaili ve stíhacím závodě mužstev na 4000 metrů v dráhové cyklistice na olympijských hrách v Moskvě.
Kromě získávání drahocenných kovů ve světě, byl velmi úspěšným i na domácí půdě. Získal několik mistrovských titulů tehdejšího Československa (bodovací závod jednotlivců, a spolu s Jiřím Pokorným i dvojic, stíhací závod družstev).
V roce 2009 se dokázala prosadit i dcera, Gabriela Slámová, které se podařilo získat na juniorském mistrovství Evropy (Bělorusko, Minsk) stříbrnou medaili v dráhové disciplíně scratch a dále bronzovou medaili na juniorském mistrovství světa, na stejné dráze jako Igor Sláma bronzovou medaili z OH (Rusko, Moskva), taktéž bronzovou medaili v omniu.